# Apostoł II

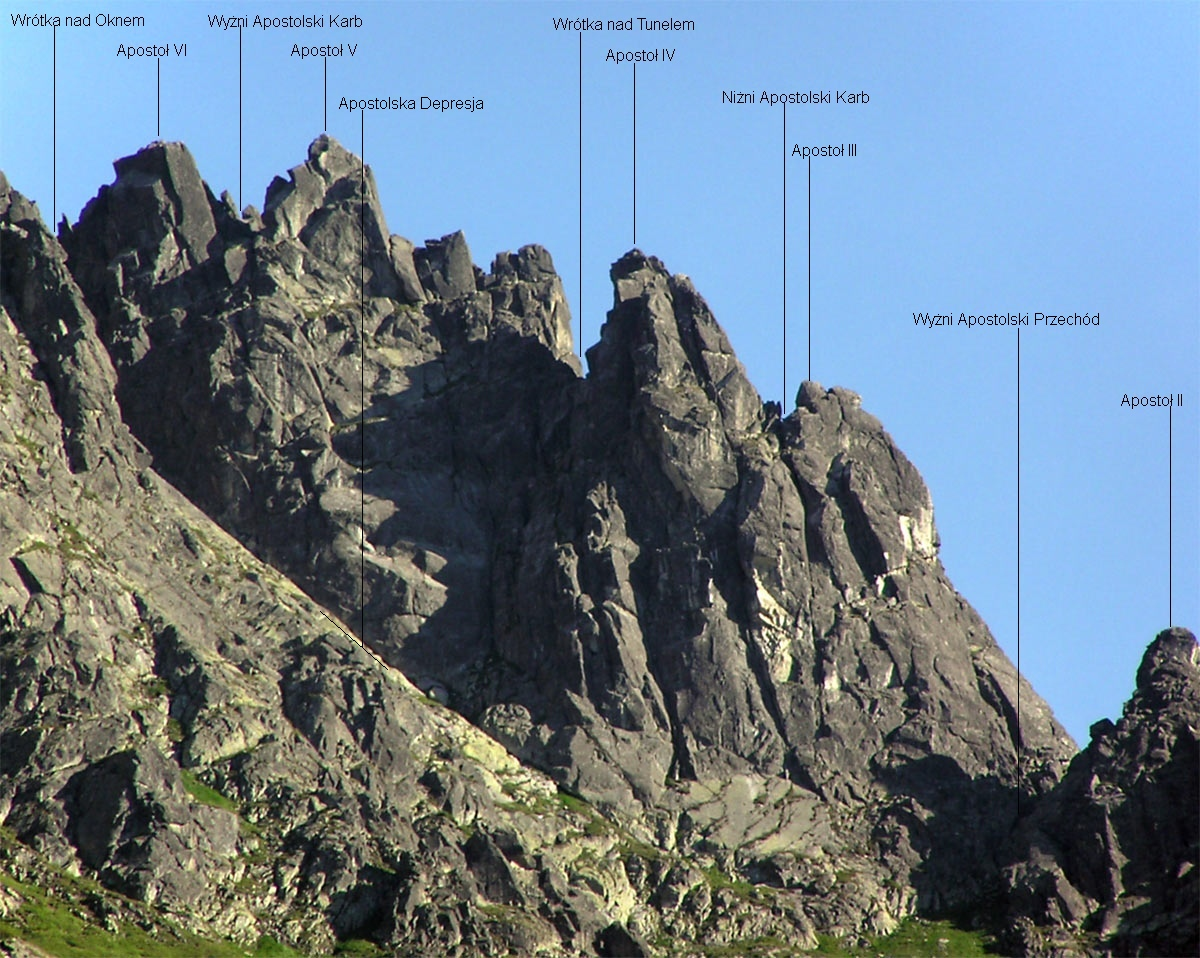
Grań Apostołów

Apostoł II (niem. Apostel II, słow. Apoštol II, węg. Második-Apostol, ok. 1885 m) – turnia w Grani Apostołów w polskiej części Tatr Wysokich. Jest jedną z siedmiu turni tej grani. Od położonego wyżej Apostoła III oddzielona jest głębokim Wyżnim Apostolskim Przechodem (ok. 1870 m), od położonego niżej Apostoła I Niżnim Apostolskim Przechodem (ok. 1750 m).
Apostoł II zbudowany jest z litej skały i jest najbardziej rozczłonkowanym z wszystkich Apostołów. Jest też najbardziej skomplikowany topograficznie. Podobnie jak Apostoł IV również jest zwornikiem. Na północny zachód odchodzi od niego skalista grzęda z Pośrednim Apostolskim Przechodem. Poniżej niej grzęda rozgałęzia się na dwa ramiona obejmujące trawiastą, płytką depresję. Grzędy te są główną kontynuacją Grani Apostołów w dół. Poprzedzielane żlebami i kociołkami, wśród gąszczu kosodrzewiny opadają aż do brzegu Morskiego Oka.
Apostoł II najłatwiej dostępny jest z Wyżniego Apostolskiego Przechodu. Jego wierzchołek to prawie pozioma, popękana płyta. Na północ i zachód do trawiastego Apostolskiego Kociołka opada z wierzchołka skalista ściana o wysokości około 120 m. Na zachód, do Niżniego Apostolskiego Przechodu opada skomplikowana ściana o wysokości około 85 m. Jest w niej kominek, 8-metrowej wysokości uskok i przewieszka.
Taternicy poprowadzili przez Apostoła II dwie drogi wspinaczkowe. Jedna prowadzi ściśle Granią Apostołów. Wejście z Niżniego Apostolskiego Przechodu na Apostoła II to IV w skali tatrzańskiej i 85 m wysokości (czas przejścia 30 min). Druga droga prowadzi północno-zachodnią grzędą (II, 1 godz.). Obecnie jednak rejon ten znajduje się w zamkniętym dla turystów i taterników obszarze ochrony ścisłej Tatrzańskiego Parku Narodowego i TANAP-u. Na zachodnich (polskich) zboczach Żabiej Grani taternictwo można uprawiać na południe od Białczańskiej Przełęczy.